# Radu Tudoran
Radu Tudoran, vlastním jménem Nicolae Bogza (8. března 1910, Blejoi, Prahova – 18. listopadu 1992, Bukurešť) byl rumunský spisovatel a překladatel.

## Osobní život
Narodil se jako Nicolae Bogza, mladší bratr spisovatele Gea Bogzy a syn hudebníka a filosofa Alexandra Bogzy. Studoval na vojenských školách. Nejprve absolvoval střední vojenské lyceum v klášteře Dealu v župě Dâmbovița (1930), poté pokračoval na vojenské akademii v Sibiu (1932). Do roku 1938 sloužil jako důstojník u rumunského pozemního vojska. V roce 1938 se rozhodl pro vlastní literární činnost, začal také překládat z francouzštiny a ruštiny.
Roku 1992 zemřel na infarkt myokardu v bukurešťské v nemocnici Fundeni.

## Výbor z díla
- 1988 – Napněte všechny plachty!
- 1983 – Ona krásná dívka
- 1962 – Nikdo té noci nespal